# Babaera
Babaera – miasto w Angoli, w prowincji Benguela.